# Cleft Point
Der Cleft Point (englisch für Spaltspitze) ist eine Landspitze vor der Südküste von Coronation Island im Archipel der Südlichen Orkneyinseln. Sie liegt auf der durch argentinische Wissenschaftler als Islote Grieta benannten Insel am Ostufer der Norway Bight.
Wissenschaftler der britischen Discovery Investigations kartierten die Landspitze 1933 als Teil von Coronation Island. Vermessungen des Falkland Islands Dependencies Survey im Jahr 1950 ergaben, dass sie auf einer kleinen vorgelagerten Insel liegt, die durch einen schmalen natürlichen Kanal von Coronation Island getrennt ist. Die Benennung der Landspitze spiegelt ihre geografische Lage wider.